# Haralahalli, Sidlaghatta
Haralahalli là một làng thuộc tehsil Sidlaghatta, huyện Kolar, bang Karnataka, Ấn Độ.